# Orde van de Hashimiten
De Orde van de Hashemiten (Arabisch: "Wisam al-Hashimi") werd in 1932 ingesteld door de Koning Faisal I van Irak. De naam verwijst naar de verwantschap met de clan der Hasjemieten waaruit ook de Profeet Mohammed stamde. De leden van dit huis regeerden in Jemen en Irak en regeren nu nog in Marokko en Jordanië. 
Deze Ridderorde werd aan bevriende staatshoofden. waaronder Elizabeth II van het Verenigd Koninkrijk. toegekend. Zij is "Lid met de Keten" in deze orde die zoals in Arabische landen gebruikelijk is geen ridders, grootkruisen of kruisen kent.